# Маковце
Маковце (слч. Makovce) насељено је мјесто са административним статусом сеоске општине (слч. obec) у округу Стропков, у Прешовском крају, Словачка Република.

## Становништво
| Година:    | 1994. | 2004.   | 2014.    | 2024.    |
| ---------- | ----- | ------- | -------- | -------- |
| Број људи: | 183   | 186     | 166      | 146      |
| Разлика:   |       | +1,63 % | -10,75 % | -12,04 % |

| Година:    | 2023. | 2024. |
| ---------- | ----- | ----- |
| Број људи: | 146   | 146   |
| Разлика:   |       | +0 %  |

Према подацима о броју становника из 2024. године насеље је имало 146 становника.